# Chambers (serie de televisión)
Chambers es una serie de televisión de drama sobrenatural y terror estadounidense creada por Leah Rachel para Netflix que se estrenó el 26 de abril de 2019. El 18 de junio de 2019, Netflix canceló la serie después de una temporada.

## Sinopsis
Chambers se centra en una joven, Sasha Yazzie, sobreviviente de un ataque al corazón que se ve consumida por el misterio que rodea al corazón que le salvó la vida. Sin embargo, cuanto más cerca está de descubrir la verdad sobre la muerte repentina de su donante, más comienza a asumir las características de la misma — algunas de las cuales son inquietantemente siniestras.

## Elenco y personajes

### Principales
- Sivan Alyra Rose como Sasha Yazzie
- Marcus LaVoi como Frank Yazzie
- Nicholas Galitzine como Elliott Lefevre
- Kyanna Simone Simpson como Yvonne Perkins
- Griffin Powell-Arcand como TJ Locklear
- Lilli Kay como Penelope Fowler
- Sarah Mezzanotte como Marnie
- Tony Goldwyn como Ben Lefevre
- Uma Thurman como Nancy Lefevre

### Recurrentes
- Lilliya Scarlett Reid como Rebecca «Becky» Lefevre
  - Marie Wagenman como una joven Becky
- Lili Taylor como Ruth Pezim
- Matthew Rauch como Evan Pezim
- Jonny Rios como Ravi Jerome
- Khan Baykal como Deacon
- Michael Stahl-David como el entrenador Jones
- Teddy Eggleston como la mujer de las turmalinas
- Joseph Morris como el Skater de rojo
- Richard Ray Whitman como Harrison Yazzie
- Don Harvey como Johnny
- Charles Malik Whitfield como Russell Perkins
- Patrice Johnson Chevannes como Tracey Perkins
- Augusta Allen-Jones como una enfermera

## Episodios
| N.º | Título                     | Dirigido por        | Escrito por                  | Fecha de emisión original |
| --- | -------------------------- | ------------------- | ---------------------------- | ------------------------- |
| 1   | «Into the Void»            | Alfonso Gomez-Rejon | Leah Rachel                  | 26 de abril de 2019       |
| 2   | «Right to Know»            | Alfonso Gomez-Rejon | Akela Cooper                 | 26 de abril de 2019       |
| 3   | «Bad Inside»               | Ti West             | Leah Rachel & Travis Jackson | 26 de abril de 2019       |
| 4   | «2 for 1»                  | Francesca Gregorini | Randy McKinnon               | 26 de abril de 2019       |
| 5   | «Murder on My Mind»        | Dana Gonzales       | Rebecca Kirsch               | 26 de abril de 2019       |
| 6   | «With Grace and Gratitude» | Sydney Freeland     | Charmaine DeGraté            | 26 de abril de 2019       |
| 7   | «Trauma Bonding»           | Geeta V. Patel      | Jason Gavin                  | 26 de abril de 2019       |
| 8   | «Heroic Dose»              | Ti West             | Jennifer Yale                | 26 de abril de 2019       |
| 9   | «In the Gloaming»          | Tony Goldwyn        | Travis Jackson               | 26 de abril de 2019       |
| 10  | «The Crystal Organ»        | Lucy Tcherniak      | Leah Rachel                  | 26 de abril de 2019       |

## Producción

### Desarrollo
El 10 de enero de 2018, se anunció que Netflix había dado la orden de la producción de una serie de 10 episodios titulado Chambers creada y escrita por Leah Rachel, con Akela Cooper como showrunners y Stephen Gaghan como productor ejecutivo. El 29 de mayo de 2018, se anunció que se unen como productores junto con Rachel, Cooper y Gaghan; Wolfgang Hammer, Winnie Kemp y Alfonso Gomez-Rejon quien también dirigirá el episodio piloto. El 18 de marzo de 2019, se anunció que la serie se estrenará el 26 de abril de 2019.
En marzo de 2019, la serie tuvo su estreno mundial oficial durante el Festival Series Mania en Lille, Francia con la presentación de Uma Thurman. El 18 de junio de 2019, Netflix canceló la serie después de una temporada.

### Casting
El 29 de mayo de 2018, se anunció que Uma Thurman había sido elegida para un papel principal en la serie. El 7 de junio de 2018, se anunció que Tony Goldwyn fue elegido para un papel principal. El 20 de diciembre de 2018, se anunció que Sivan Alyra Rose, Lilliya Reid, Nicholas Galitzine, Kyanna Simone Simpson, Lilli Kay, Sarah Mezzanotte y Griffin Powell-Arcand habían sido elegidos.

### Rodaje
El rodaje comenzó a mediados de junio de 2018 y finalizó el 30 de octubre de 2018 en Albuquerque, Nuevo México.